# Kaiyi Showjet
Kaiyi Showjet (炫界) ― субкомпактний кросовер, що випускається китайським виробником Kaiyi Auto.
Модель розділила платформу з раніше представленим Chery Tiggo 5x і розроблена Pininfarina.

## Опис

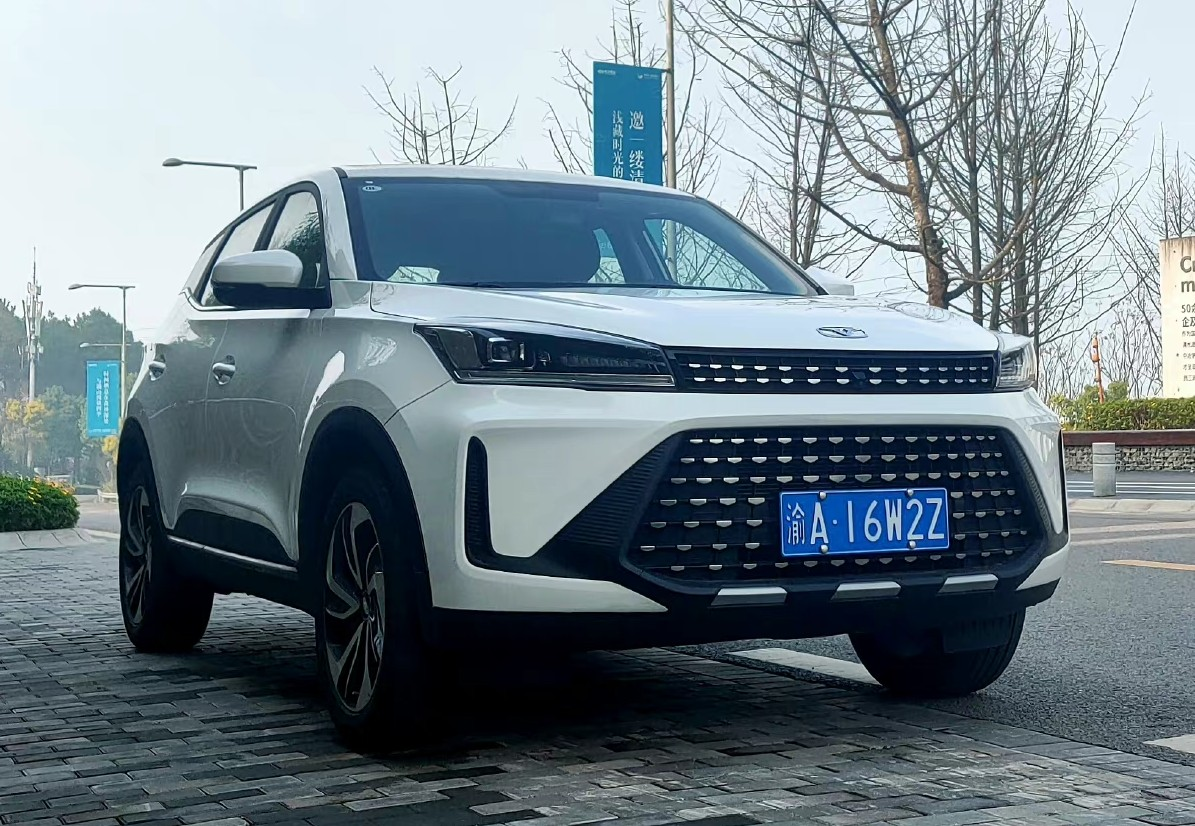
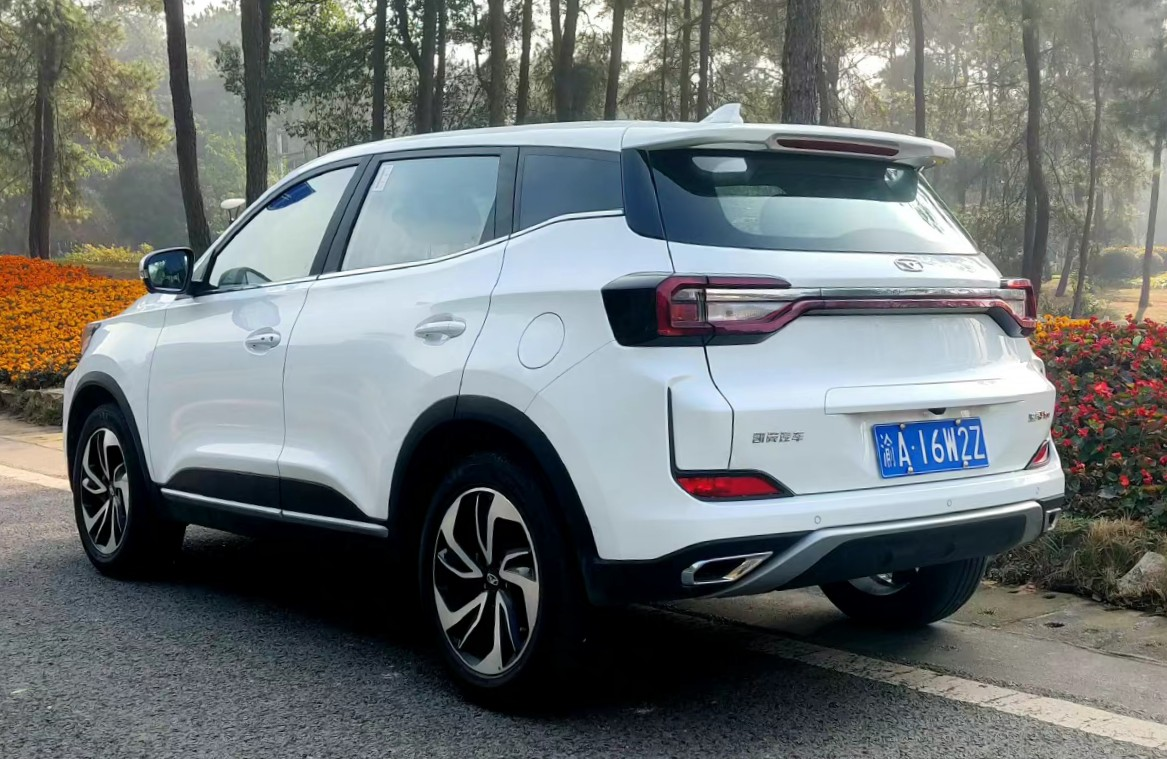

Showjet був представлений 24 грудня 2019 року.
Showjet позиціонується нижче компактного Kaiyi X3 як найновіший бюджетний кросовер Kaiyi.

Kaiyi Showjet продавався з одним двигуном ― 1,5-літровим рядним чотирьохциліндровим двигуном, що агрегатується з 5-ступінчастою механічною коробкою передач або варіатором, який видає 116 к.с. (85 кВт) і 143 Н⋅м.

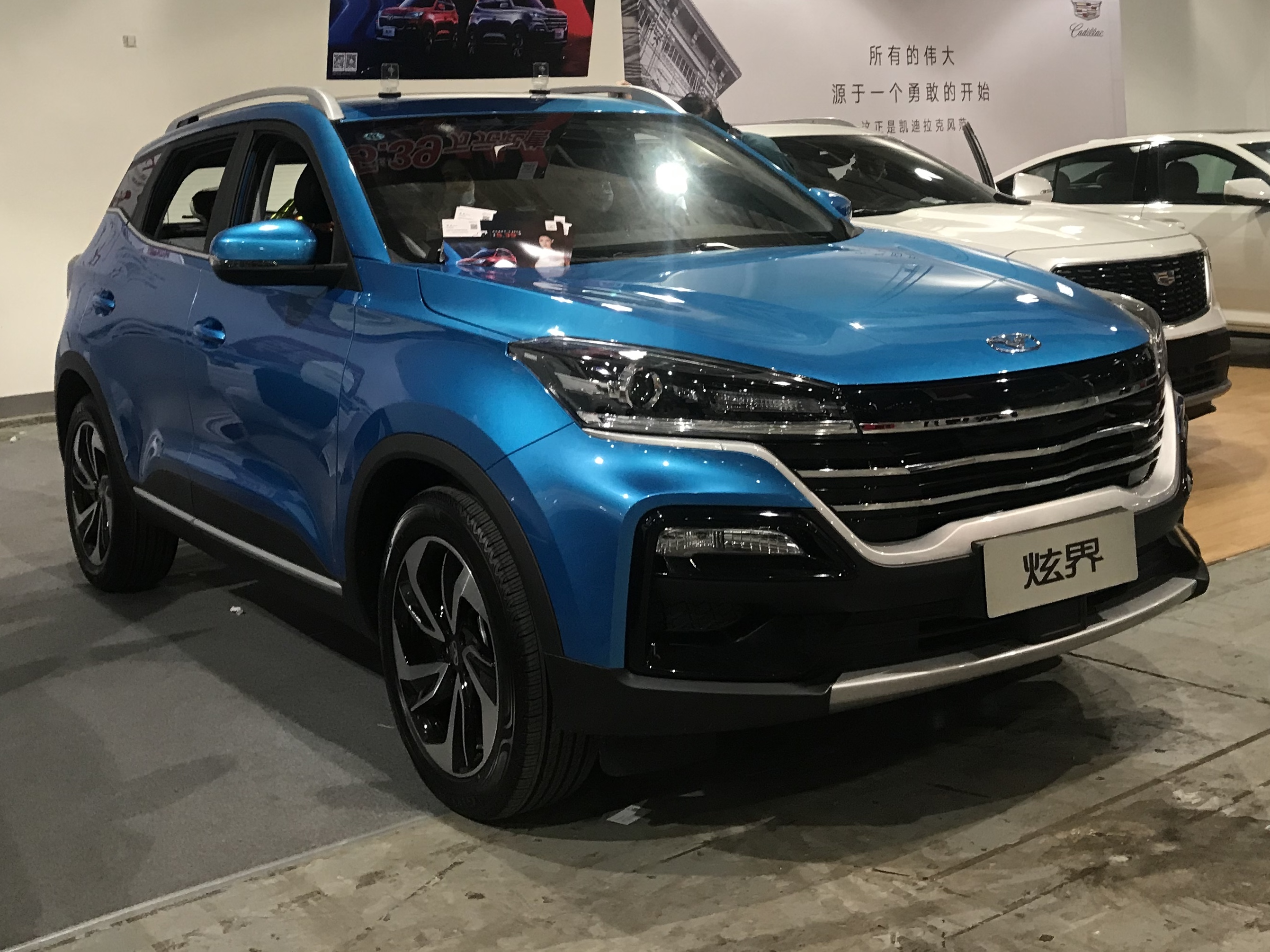
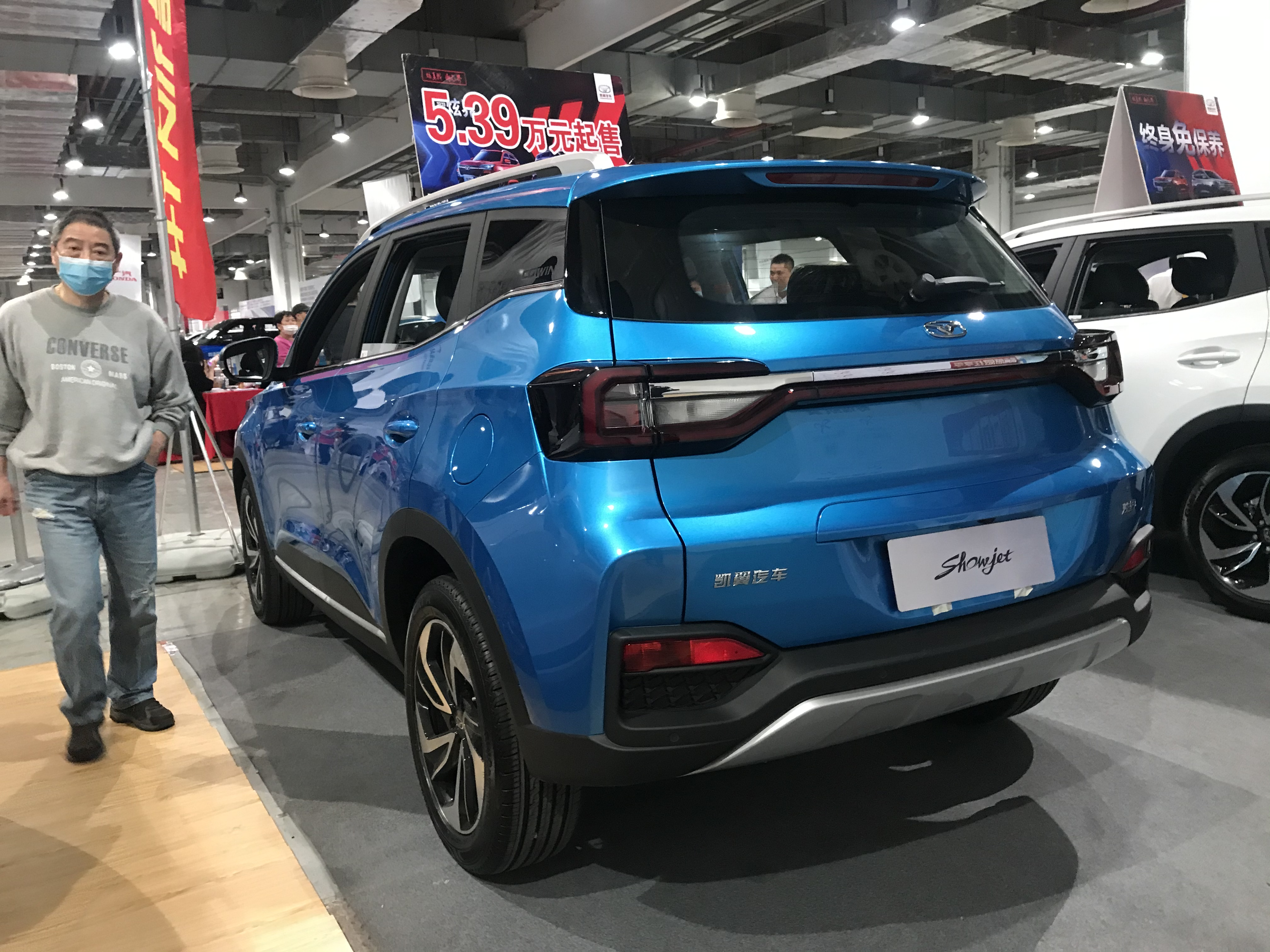
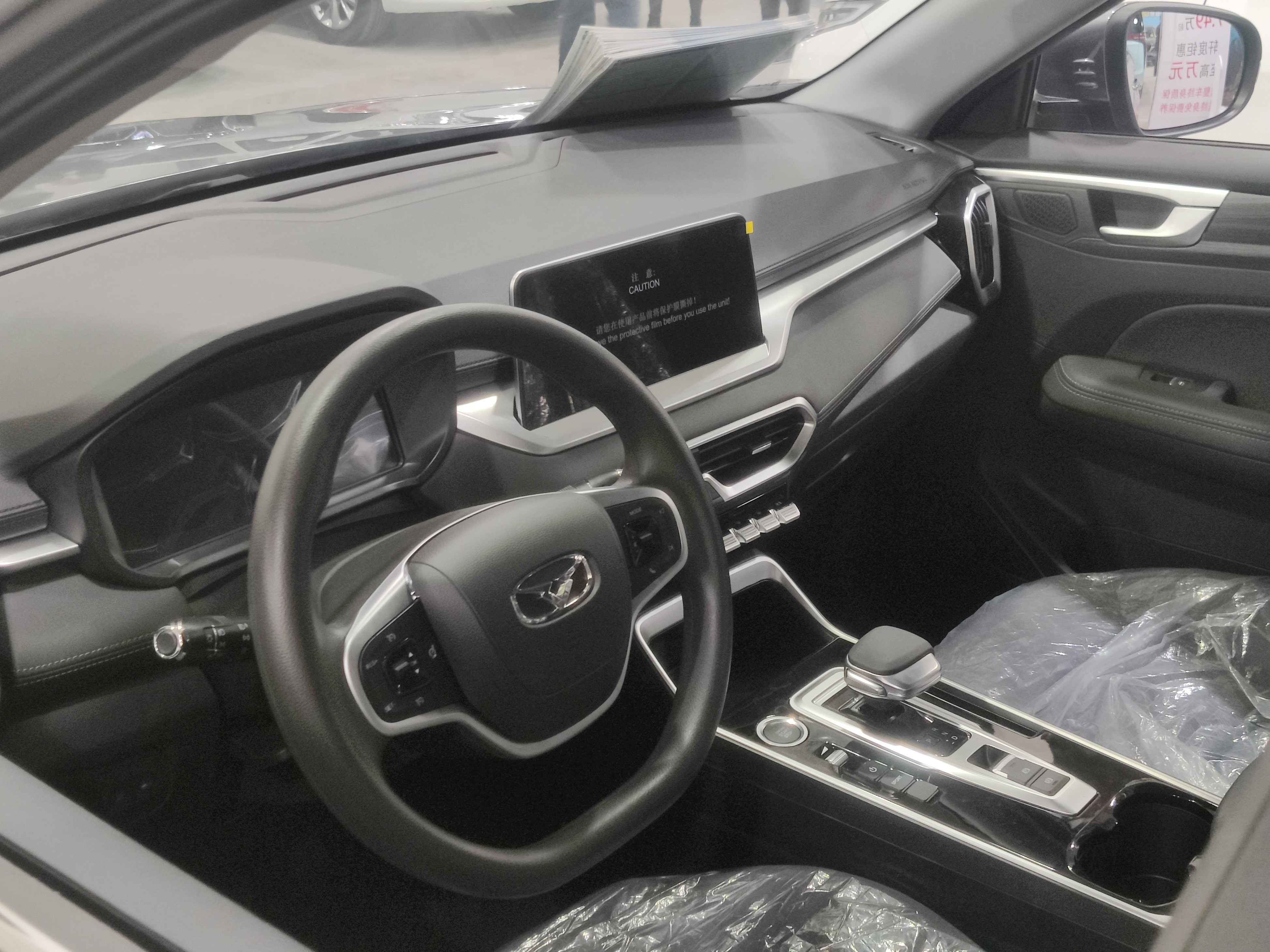

Варіант під назвою Kaiyi Showjet Pro був запущений у 2021 році, а виробництво Showjet Pro розпочалося в березні 2021 року.

Kaiyi Showjet Pro має оновлену передню частину і варіант двигуна звичайного Showjet — 1,5-літровий рядний турбодвигун SQRE4T15, потужністю 115 кВт (156 к.с.).